# USS Forrestal
La USS Forrestal (CV-59) fu la prima nave dell'omonima classe.
Contribuì molto all'evoluzione delle portaerei, poiché su di essa vennero applicate concezioni nuove. Benché a propulsione convenzionale, presentava dimensioni enormi per l'epoca: 80000 tonnellate a pieno carico. (Le portaerei classe Essex pesavano quasi la metà). Con l'adozione di un nuovo tipo di ponte si guadagnò molto spazio per gli aerei imbarcati: la nave arrivò a portarne più di 90. Furono introdotte due nuove catapulte, posizionate su una seconda rampa di lancio, con un'angolatura di 30° rispetto a quella principale, permettendo così a 4 aerei di decollare contemporaneamente.
Prestò servizio nell'Oceano Atlantico fino al 1965, quando fu rimodernata e mandata in Vietnam. La Forrestal è stata demolita a Brownsville, Texas, nel 2014.

## Incidenti
Nel luglio del 1967 fu danneggiata da un'esplosione causata da un razzo scoppiato sul ponte di volo, che riuscì a raggiungere le bombe di uno degli aerei pronti al decollo. Nell'incidente morirono 134 marinai.

## Record

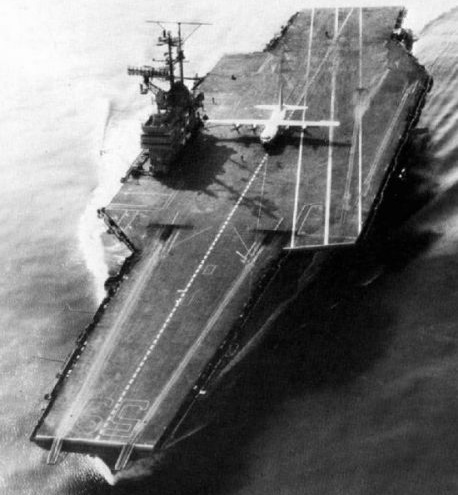
Il KC-130F Hercules di Flatley a bordo della USS Forrestal (1963). L'aereo è ora esposto presso il National Museum of Naval Aviation a Pensacola, Florida.

A partire dal 30 ottobre 1963 il pilota della marina Lt. James H. Flatley III assieme al suo equipaggio composto dal Lt. Cmdr. W.W. Stovall, copilota; ADR-1 E.F. Brennan, tecnico di volo; e il pilota collaudatore della Lockheed Ted H. Limmer, Jr., ai comandi di un KC-130F Hercules da rifornimento in volo prestato dai Marine (nr. di matricola 149798 e ribattezzato "LOOK MA, NO HOOK." ovvero: "Guarda mamma, senza gancio"), compì ben 29 "touch and go", 21 appontaggi "full stop" e 21 decolli a bordo della portaerei USS Forrestal (CVA-59), manovre compiute con un peso lordo da 38.500 kg. (85 000 libbre) a 59.000 kg. (121 000 lb.). Con 38.500 kg il KC-130F compì un arresto completo in 81,4 m. (267 piedi), circa due volte l'apertura alare del velivolo. La Marina si stupì di scoprire che anche con un carico utile massimo, l'aereo necessitava di soli 227 m. (745 piedi) per il decollo, e di 140 m. (460 piedi) per l'atterraggio. Per questa impresa la Marina militare statunitense conferì a Flatley la Distinguished Flying Cross, mentre a Stovall, Brennan e Seive (un altro tecnico di volo che si alternò con Brennan) furono conferite una Air Medal ciascuno.